# فرنسوا كارون

فرنسوا كارون (بالفرنسية: François Caron )‏ (و. 1600 – 1673 م) هو مستكشف، وسياسي فرنسي، توفي في لشبونة، عن عمر يناهز 73 عاماً.

## مناصب
تولى منصب Director-General of the French East India Company ‏، وGovernor of Formosa ‏، وVOC chief traders in Japan ‏.